# Banga Banga
«Banga Banga» es una canción del cantante estadounidense Austin Mahone. Fue lanzada el 10 de noviembre de 2013.

## Antecedentes
El sencillo es diferente a los anteriores de Mahone. Refiriéndose a la canción, el cantante dijo: "Este single es un poco más maduro. Voy a cumplir 18 años en un par de meses, así que estoy tratando de hacer música que está madurando". Con la modelo y actriz Sandra Kubicka. El 3 de noviembre de 2013 reveló por medio de Twitter la carátula del single.

## Historia de lanzamientos
| País           | Fecha                   | Formato          | Discográfica              |
| -------------- | ----------------------- | ---------------- | ------------------------- |
| Estados Unidos | 10 de noviembre de 2013 | Descarga digital | Chase, Cash Money Records |